# 조선체육대학
조선체육대학(朝鮮體育大學)은 평양직할시 동대원구역에 위치한 조선민주주의인민공화국의 대학이다.  체육 부문의 전문가와 지도자를 양성하는 민족체육간부양성 기지를 세우기 위해 1958년 9월 1일에 평양체육대학으로 발족되었다.
1990년 10월 31일 북한 중앙인민위원회 정령에 의하여 조선체육대학으로 개칭되었다. 졸업자들은 세계선수권대회와 올림픽경기대회를 비롯한 국제경기들에서 높은 성과를 취득한 경우 공화국영웅, 노력영웅, 인민체육인, 공훈체육인, 체육명수 칭호를 받는다. 
총 10,000여 m2에 달하는 체육관이 있으며, 여기에는 육상훈련장, 체조장, 역기장, 예술체조장, 배구장, 농구장, 탁구장, 권투장, 레슬링장, 유도장을 비롯하여 여러 개의 훈련장과 기계체조관, 수영장 등이 있다.
창립 20주년과 30주년에 조선노동당 중앙위원회 축하문을 받았으며, 1988년에 ‘국기훈장제1급’을 수훈하였다.

## 같이 보기
- 한국체육대학교